# Frosinone Calcio 2014-2015
Questa voce raccoglie le informazioni riguardanti il Frosinone Calcio nelle competizioni ufficiali della stagione 2014-2015.

## Stagione
Nella stagione 2014-2015 Roberto Stellone guida il Frosinone per il terzo anno consecutivo, in Serie B, dopo la promozione della passata stagione. Il nuovo campionato della Serie B si disputa a 22 squadre dopo il ripescaggio del Vicenza. 
Il Frosinone lotta sin dall'inizio del campionato per le posizioni di vertice; il Matusa si conferma inviolabile, con la sola eccezione della Ternana a cui riesce il colpaccio tra la nebbia. I giallazzurri chiudono il girone d'andata in zona play-off, superando un periodo di flessione in gennaio e confermandosi poi, anche nella tornata di ritorno, ai piani alti della classifica. La squadra ciociara migliora il record di vittorie, sia interne che esterne, con il maggior numero di gol (5-1 in casa con il Livorno e stesso risultato in trasferta a Lanciano). 
Il 16 maggio 2015, alla penultima giornata di campionato, i giallazzurri ottengono una storica promozione in Serie A sconfiggendo in casa il Crotone per 3-1, con rete di Daniel Ciofani e doppietta di Dionisi, dopo appena un anno in cadetteria e con una giornata di anticipo. Il Frosinone diventa così la terza squadra della regione ad approdare nell'élite del calcio italiano dopo le più blasonate Lazio e Roma. Il 31 dello stesso mese, in seguito allo storico traguardo sportivo raggiunto dai ciociari, il sindaco Nicola Ottaviani conferisce la cittadinanza onoraria al club..

## Divise e sponsor
Lo sponsor per la stagione 2014-2015 è la Banca Popolare del Frusinate, mentre lo sponsor tecnico è il marchio Legea.
| Casa | Trasferta | Trasferta (Alternativa) | Terza Divisa | Terza Divisa (Alternativa) | Terza Divisa (12ª Serie B, Coppa Italia) |  | Portiere |  | 2ª Portiere |

## Organigramma societario
Area direttiva
- Presidente: Maurizio Stirpe
- Direttore generale: Ernesto Salvini
- Responsabile Finanza e controllo: Rosario Zoino

Area organizzativa
- Segretario generale: Raniero Pellegrini
- Segreteria Sportiva: Anna Fanfarillo, Emanuele Fanì
- Delegato alla sicurezza: Sergio Pinata

Area comunicazione
- Responsabile: Domenico Verdone

Area marketing
- Ufficio marketing: Fabio Buttarazzi, Giuseppe Capozzoli

Area tecnica
- Direttore sportivo: Marco Giannitti
- Allenatore: Roberto Stellone
- Allenatore in seconda: Giorgio Gorgone

## Rosa
| N. |                      | Ruolo | Calciatore                  |
| -- | -------------------- | ----- | --------------------------- |
| 1  | Italia (bandiera)    | P     | Massimo Zappino             |
| 2  | Italia (bandiera)    | D     | Damiano Zanon               |
| 3  | Italia (bandiera)    | D     | Roberto Crivello            |
| 4  | Italia (bandiera)    | D     | Adriano Russo               |
| 5  | Italia (bandiera)    | C     | Mirko Gori                  |
| 6  | Italia (bandiera)    | D     | Leonardo Blanchard          |
| 7  | Italia (bandiera)    | C     | Alessandro Frara (capitano) |
| 8  | Austria (bandiera)   | C     | Robert Gucher               |
| 9  | Italia (bandiera)    | A     | Daniel Ciofani              |
| 10 | Italia (bandiera)    | C     | Danilo Soddimo              |
| 11 | Argentina (bandiera) | C     | Mario Santana               |
| 12 | Italia (bandiera)    | P     | Victor De Lucia             |
| 13 | Italia (bandiera)    | D     | Matteo Ciofani              |

| N. |                    | Ruolo | Calciatore           |
| -- | ------------------ | ----- | -------------------- |
| 15 | Serbia (bandiera)  | D     | Uroš Ćosić           |
| 16 | Panama (bandiera)  | D     | Luis Cesar Fraiz     |
| 17 | Italia (bandiera)  | A     | Luca Paganini        |
| 18 | Italia (bandiera)  | A     | Federico Dionisi     |
| 19 | Italia (bandiera)  | A     | Arturo Lupoli        |
| 21 | Italia (bandiera)  | D     | Davide Bertoncini    |
| 22 | Italia (bandiera)  | P     | Mirko Pigliacelli    |
| 23 | Italia (bandiera)  | C     | Paolo Sammarco       |
| 24 | Italia (bandiera)  | C     | Lorenzo Ranelli      |
| 26 | Italia (bandiera)  | A     | Gaetano Masucci      |
| 28 | Italia (bandiera)  | C     | Enrico Crescenzi     |
| 29 | Italia (bandiera)  | A     | Massimiliano Carlini |
| 30 | Croazia (bandiera) | D     | Manuel Pamić         |

## Calciomercato

### Sessione estiva (dall'1/7 al 1/9)
| Acquisti | Acquisti          | Acquisti    | Acquisti                                |
| R.       | Nome              | da          | Modalità                                |
| -------- | ----------------- | ----------- | --------------------------------------- |
| P        | Mirko Pigliacelli | Parma       | prestito con diritto di riscatto        |
| P        | Victor De Lucia   | Parma       | definitivo                              |
| D        | Davide Bertoncini | Genoa       | definitivo (riscatto compartecipazione) |
| D        | Raffaele Schiavi  | Parma       | definitivo                              |
| D        | Damiano Zanon     |             | svincolato                              |
| D        | Luis Cesar Fraiz  | Árabe Unido | prestito                                |
| C        | Gianluca Musacci  | Parma       | prestito                                |
| C        | Enrico Crescenzi  | Aprilia     | fine prestito                           |
| A        | Gaetano Masucci   |             | svincolato                              |
| A        | Federico Dionisi  | Livorno     | definitivo                              |

| Cessioni | Cessioni            | Cessioni  | Cessioni      |
| R.       | Nome                | a         | Modalità      |
| -------- | ------------------- | --------- | ------------- |
| P        | Michele Mangiapelo  | Grosseto  | prestito      |
| P        | Damiano Palombo     |           | svincolato    |
| D        | Dario Biasi         |           | svincolato    |
| D        | Daniele Frabotta    | Lupa Roma | prestito      |
| C        | Davide Carrus       | Casertana | definitivo    |
| A        | Christian Cesaretti | Pontedera | definitivo    |
| A        | Giuliano Regolanti  | Gubbio    | prestito      |
| A        | Alessio Viola       | Reggina   | fine prestito |

### Sessione invernale (dal 5/1 al 2/2)
| Acquisti | Acquisti          | Acquisti     | Acquisti                |
| R.       | Nome              | da           | Modalità                |
| -------- | ----------------- | ------------ | ----------------------- |
| P        | Mirko Pigliacelli | Parma        | definitivo (riscattato) |
| D        | Manuel Pamić      | Sparta Praga | definitivo              |
| D        | Uroš Ćosić        | Pescara      | prestito                |
| C        | Paolo Sammarco    | Spezia       | definitivo              |
| C        | Mario Santana     | Genoa        | prestito                |
| A        | Arturo Lupoli     | Varese       | definitivo              |

| Cessioni | Cessioni          | Cessioni          | Cessioni                         |
| R.       | Nome              | a                 | Modalità                         |
| -------- | ----------------- | ----------------- | -------------------------------- |
| D        | Fabio Formato     | Ischia Isolaverde | prestito                         |
| D        | Raffaele Schiavi  | Catania           | prestito con obbligo di riscatto |
| C        | Andrea Gessa      | Pescara           | prestito                         |
| C        | Daniele Altobelli | Ascoli            | prestito                         |
| C        | Gianluca Musacci  | Parma             | fine prestito                    |
| A        | Davis Curiale     | Trapani           | definitivo                       |
| A        | Gaetano Masucci   | Virtus Entella    | definitivo                       |

## Risultati

### Serie B

#### Girone di andata
| Arbitro: | Di Paolo (Avezzano) |

|                |           |  |
| D. Ciofani 50’ | Marcatori |  |

| Arbitro: | Pairetto (Nichelino) |

|                             |           |                       |
| Ebagua 7’ (rig.) Čulina 30’ | Marcatori | 11’ (rig.) D. Ciofani |

| Arbitro: | Pinzani (Empoli) |

|                |           |            |
| Paganini 90+5’ | Marcatori | 40’ Donati |

| Arbitro: | Fabbri (Ravenna) |

|           |           |                                               |
| Cerri 55’ | Marcatori | 16’ Masucci 22’, 37’ Curiale 76’, 88’ Dionisi |

| Frosinone 23 settembre 2014, ore 20:30 5ª giornata | Frosinone       | 0 – 0 | Avellino | Stadio Matusa (6900 spett.)\| Arbitro: \| Pasqua (Tivoli) \| |
| Arbitro:                                           | Pasqua (Tivoli) |       |          |                                                              |

| Arbitro: | Aureliano (Bologna) |

|             |           |                |
| Ronaldo 68’ | Marcatori | 32’ D. Ciofani |

| Arbitro: | Chiffi (Padova) |

|              |           |  |
| Paganini 81’ | Marcatori |  |

| Arbitro: | Minelli (Varese) |

|  |           |             |
|  | Marcatori | 89’ Dionisi |

| Arbitro: | Roca (Foggia) |

|                            |           |  |
| M. Carlini 73’ Dionisi 84’ | Marcatori |  |

| Arbitro: | Candussio (Cervignano del Friuli) |

|                    |           |  |
| Costa Ferreira 68’ | Marcatori |  |

| Arbitro: | Nasca (Bari) |

|             |           |            |
| Curiale 27’ | Marcatori | 60’ Lupoli |

| Arbitro: | Merchiori (Ferrara) |

|            |           |                                             |
| Mangni 62’ | Marcatori | 15’, 17’ D. Ciofani 53’ Dionisi 76’ Curiale |

| Arbitro: | Ghersini (Genova) |

|                                    |           |                       |
| Gucher 42’ Curiale 53’, 78’, 90+1’ | Marcatori | 61’ (rig.) M. Mancosu |

| Arbitro: | Maresca (Napoli) |

|                                                |           |  |
| Melchiorri 50’ Maniero 64’ (rig.) Pasquato 87’ | Marcatori |  |

| Arbitro: | Nasca (Bari) |

|                                                                            |           |               |
| Blanchard 18’ Dionisi 38’ D. Ciofani 62’ (rig.) Paganini 86’ Curiale 90+2’ | Marcatori | 16’ Siligardi |

| Carpi 29 novembre 2014, ore 15:00 16ª giornata | Carpi            | 0 – 0 | Frosinone | Stadio Sandro Cabassi (3426 spett.)\| Arbitro: \| Abisso (Palermo) \| |
| Arbitro:                                       | Abisso (Palermo) |       |           |                                                                       |

| Arbitro: | Chiffi (Padova) |

|  |           |             |
|  | Marcatori | 20’ Gavazzi |

| Arbitro: | Pasqua (Tivoli) |

|                       |           |                                     |
| Bessa 49’ Maietta 85’ | Marcatori | 33’ D. Ciofani 62’ (aut.) Oikonomou |

| Arbitro: | Ros (Pordenone) |

|                |           |                |
| D. Ciofani 47’ | Marcatori | 89’ F. Scaglia |

| Arbitro: | Pezzuto (Lecce) |

|                          |           |  |
| Maiello 19’ F. Ricci 89’ | Marcatori |  |

| Arbitro: | Roca (Foggia) |

|          |           |  |
| Gori 64’ | Marcatori |  |

#### Girone di ritorno
| Arbitro: | Di Paolo (Avezzano) |

|                                                  |           |             |
| M. Ciofani 62’ (aut.) Corvia 53’ Di Cesare 90+6’ | Marcatori | 80’ Curiale |

| Arbitro: | Candussio (Cervignano del Friuli) |

|                |           |                 |
| D. Ciofani 18’ | Marcatori | 55’ Gagliardini |

| Arbitro: | Manganiello (Pinerolo) |

|                                               |           |  |
| De Luca 2’ Zanon 45+1’ (aut.) Ebagua 52’, 82’ | Marcatori |  |

| Arbitro: | Pairetto (Nichelino) |

|                           |           |                |
| Paganini 53’ Sammarco 72’ | Marcatori | 10’ Monachello |

| Arbitro: | Nasca (Bari) |

|                                        |           |  |
| Trotta 5’ D'Angelo 51’ L. Castaldo 84’ | Marcatori |  |

| Arbitro: | Abisso (Palermo) |

|                             |           |                         |
| Soddimo 11’, 60’ Gucher 40’ | Marcatori | 48’ Luppi 81’ Castiglia |

| Arbitro: | Pasqua (Tivoli) |

|            |           |                            |
| Castro 45’ | Marcatori | 57’ Dionisi 66’ D. Ciofani |

| Arbitro: | Maresca (Napoli) |

|                       |           |             |
| Dionisi 15’ Frara 78’ | Marcatori | 84’ Faraoni |

| Arbitro: | La Penna (Roma) |

|               |           |  |
| Garritano 45’ | Marcatori |  |

| Arbitro: | Aureliano (Bologna) |

|                                        |           |                                 |
| Dionisi 37’, 67’ (rig.) D. Ciofani 41’ | Marcatori | 14’, 32’, 90+2’ (rig.) Sforzini |

| Arbitro: | Saia (Palermo) |

|             |           |                                             |
| Zecchin 41’ | Marcatori | 24’ Dionisi 37’, 65’ M. Carlini 82’ Santana |

| Arbitro: | Fabbri (Ravenna) |

|                    |           |  |
| Dionisi 31’ (rig.) | Marcatori |  |

| Arbitro: | Abbattista (Molfetta) |

|                                          |           |                |
| Falco 7’ Barillà 61’ Terlizzi 82’ (rig.) | Marcatori | M. Ciofani 57’ |

| Arbitro: | Minelli (Varese) |

|                              |           |              |
| Gucher 41’ Lupoli 48’ (rig.) | Marcatori | Politano 74’ |

| Livorno 19 aprile 2015, ore 15:00 36ª giornata | Livorno            | 0 – 0 | Frosinone | Stadio Armando Picchi (6111 spett.)\| Arbitro: \| Baracani (Firenze) \| |
| Arbitro:                                       | Baracani (Firenze) |       |           |                                                                         |

| Arbitro: | Candussio (Cervignano del Friuli) |

|               |           |  |
| Blanchard 10’ | Marcatori |  |

| Arbitro: | Di Paolo (Avezzano) |

|  |           |          |
|  | Marcatori | 7’ Frara |

| Arbitro: | Pinzani (Empoli) |

|                          |           |               |
| Soddimo 2’ Blanchard 15’ | Marcatori | 5’ Ceccarelli |

| Arbitro: | Nasca (Bari) |

|              |           |             |
| Bizzotto 79’ | Marcatori | 27’ Soddimo |

| Arbitro: | Maresca (Napoli) |

|                                 |           |           |
| D. Ciofani 16’ Dionisi 41’, 70’ | Marcatori | Gigli 79’ |

| Arbitro: | Ghersini (Genova) |

|                             |           |                |
| Cocco 82’ D. Di Gennaro 84’ | Marcatori | D. Ciofani 65’ |

### Coppa Italia

#### Turni preliminari
| Arbitro: | Pasqua (Tivoli) |

|                                   |                      |                                               |
| Frara Curiale D. Ciofani Crivello | Tiri di rigore 1 – 3 | Le Noci E. Defendi Casoli C. Ambrosini Fietta |

## Statistiche

### Statistiche di squadra
| Competizione | Punti | In casa | In casa | In casa | In casa | In casa | In casa | In trasferta | In trasferta | In trasferta | In trasferta | In trasferta | In trasferta | Totale | Totale | Totale | Totale | Totale | Totale |   |
| Competizione | Punti | G       | V       | N       | P       | Gf      | Gs      | G            | V            | N            | P            | Gf           | Gs           | G      | V      | N      | P      | Gf     | Gs     |   |
| ------------ | ----- | ------- | ------- | ------- | ------- | ------- | ------- | ------------ | ------------ | ------------ | ------------ | ------------ | ------------ | ------ | ------ | ------ | ------ | ------ | ------ | - |
| Serie B      | 71    | 21      | 14      | 6       | 1       | 37      | 17      | 21           | 6            | 5            | 10           | 25           | 32           | 42     | 20     | 11     | 11     | 62     | 49     |   |
| Coppa Italia | -     | 1       | 0       | 1       | 0       | 0       | 0       | 0            | 0            | 0            | 0            | 0            | 0            | 1      | 0      | 1      | 0      | 1      | 0      | 0 |
| Totale       | -     | 22      | 14      | 7       | 1       | 37      | 17      | 21           | 6            | 5            | 10           | 25           | 32           | 43     | 20     | 12     | 11     | 62     | 49     |   |

### Andamento in campionato
| Giornata  | 1 | 2  | 3  | 4 | 5 | 6 | 7 | 8 | 9 | 10 | 11 | 12 | 13 | 14 | 15 | 16 | 17 | 18 | 19 | 20 | 21 | 22 | 23 | 24 | 25 | 26 | 27 | 28 | 29 | 30 | 31 | 32 | 33 | 34 | 35 | 36 | 37 | 38 | 39 | 40 | 41 | 42 |
| --------- | - | -- | -- | - | - | - | - | - | - | -- | -- | -- | -- | -- | -- | -- | -- | -- | -- | -- | -- | -- | -- | -- | -- | -- | -- | -- | -- | -- | -- | -- | -- | -- | -- | -- | -- | -- | -- | -- | -- | -- |
| Luogo     | C | T  | C  | T | C | T | C | T | C | T  | C  | T  | C  | T  | C  | T  | C  | T  | C  | T  | C  | T  | C  | T  | C  | T  | C  | T  | C  | T  | C  | T  | C  | T  | C  | T  | C  | T  | C  | T  | C  | T  |
| Risultato | V | P  | N  | V | N | N | V | V | V | P  | N  | V  | V  | P  | V  | N  | P  | N  | N  | P  | V  | P  | N  | P  | V  | P  | V  | V  | V  | P  | N  | V  | V  | P  | V  | N  | V  | V  | V  | N  | V  | P  |
| Posizione | 5 | 12 | 12 | 4 | 5 | 5 | 2 | 1 | 1 | 2  | 3  | 2  | 1  | 2  | 2  | 2  | 2  | 2  | 2  | 2  | 2  | 3  | 5  | 6  | 5  | 6  | 6  | 5  | 3  | 6  | 5  | 4  | 4  | 5  | 3  | 4  | 3  | 2  | 2  | 2  | 2  | 2  |

Legenda:

Luogo: C = Casa; T = Trasferta. Risultato: V = Vittoria; N = Pareggio; P = Sconfitta.